# 바이주

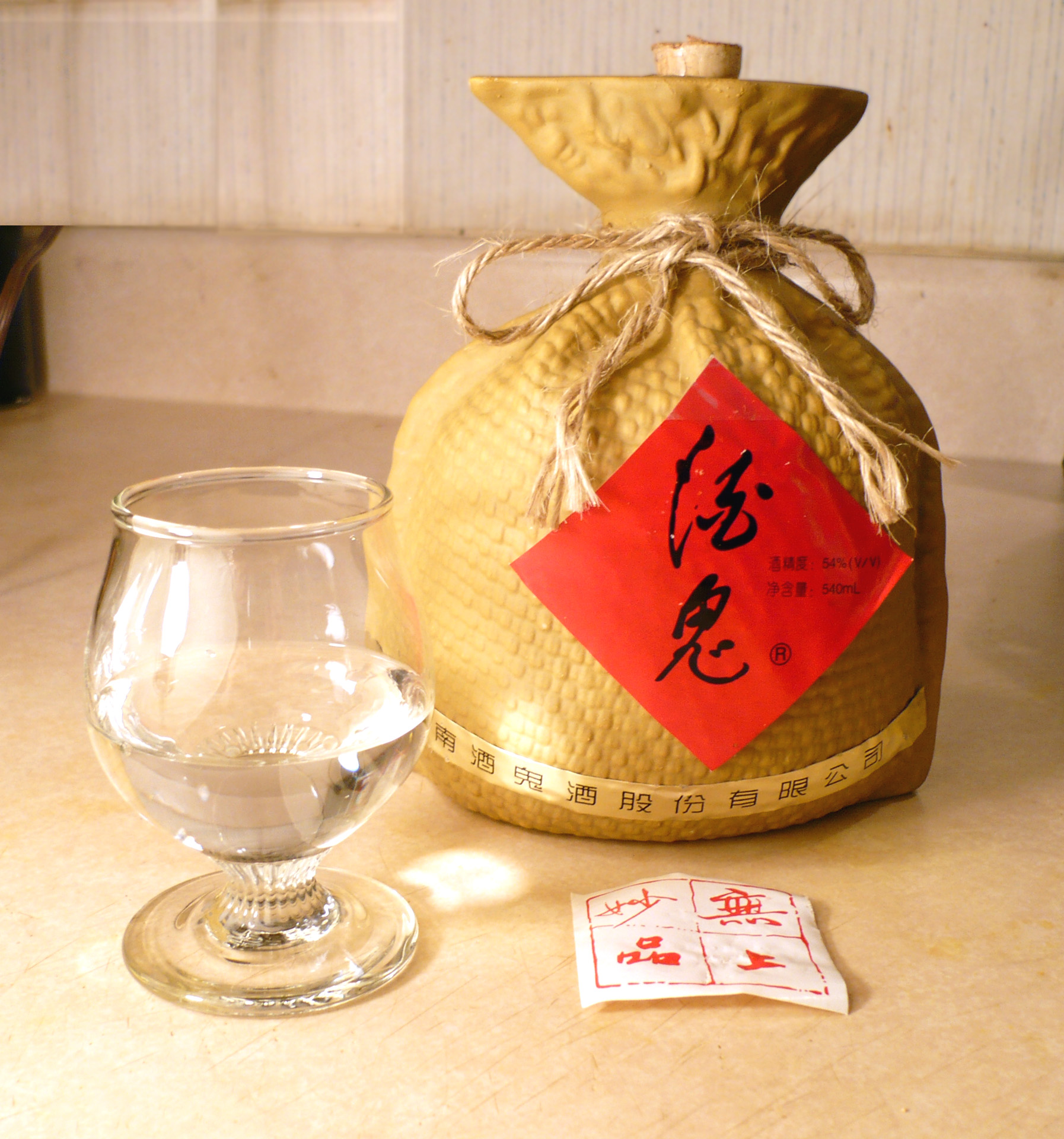
주귀주

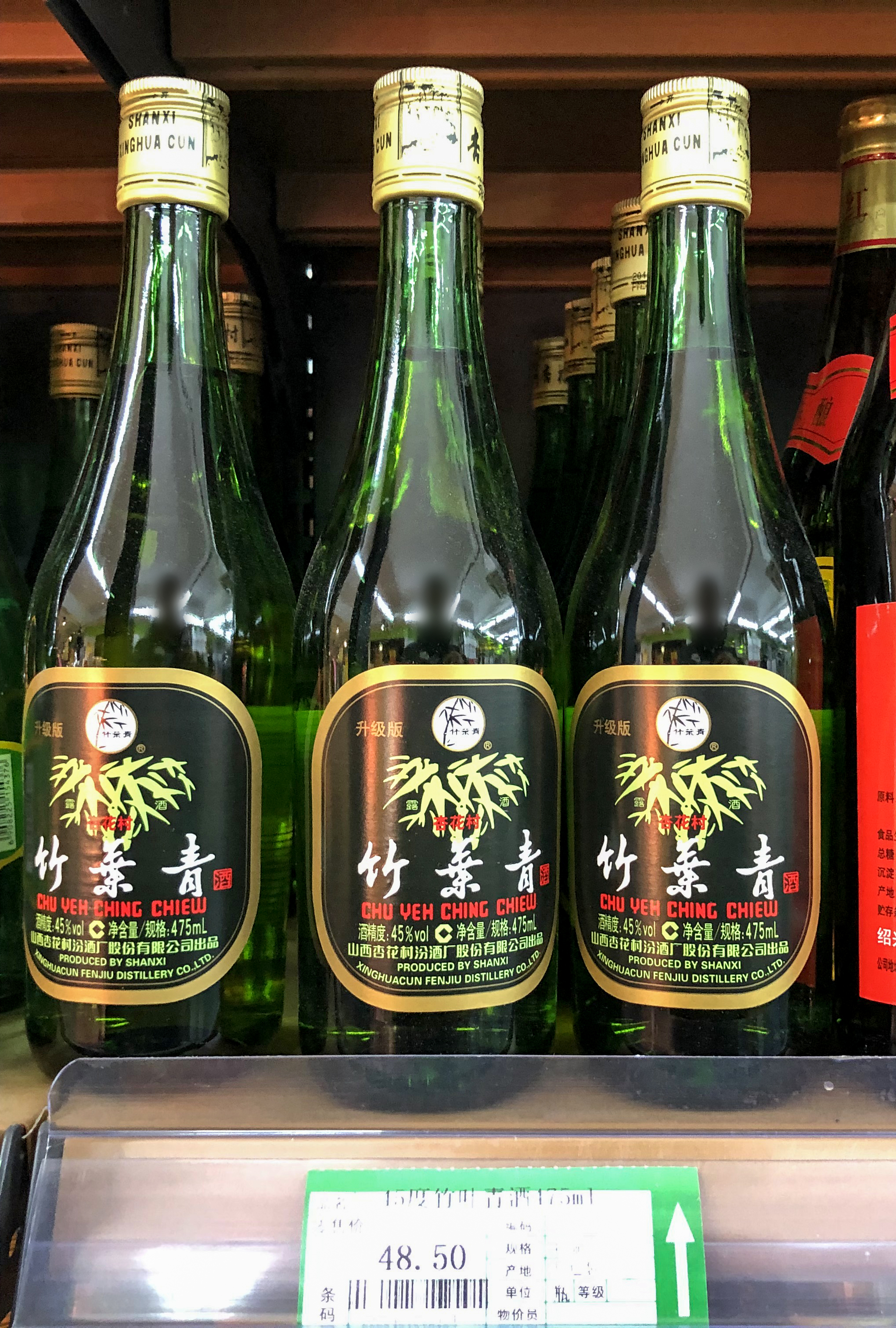

바이주(白酒)는 누룩가루를 이용해 만든 중국의 술이다.